# Avi Wigderson
Avi Wigderson (hebreu: אבי ויגדרזון)  (Israel, 9 de setembre de 1956) és un informàtic i matemàtic israelià. És professor a l'escola de matemàtiques de l'Institut d'Estudis Avançats de Princeton, Nova Jersey, Estats Units d'Amèrica. Els seus interessos de recerca inclouen la teoria de la complexitat computacional, els algorismes paral·lels, la teoria de grafs, la criptografia, la computació distribuïda i les xarxes neuronals.
Wigderson va rebre el premi Abel el 2021 pel seu treball en informàtica teòrica. També va rebre el premi Turing 2023 per les seves contribucions a la comprensió de l'aleatorietat en la teoria de la computació.

## Primers anys i estudis
Avi Wigderson va néixer a Haifa (Israel), descendent de supervivents de l'Holocaust. Wigderson es va estudiar a la Hebrew Reali School de Haifa i va fer els seus estudis de grau al Technion de Haifa, on es va graduar el 1980. Va continuar els estudis de postgrau a la Universitat de Princeton, on es va doctorar en informàtica el 1983 després de completant una tesi doctoral, titulada "Estudis en complexitat computacional", sota la supervisió de Richard Lipton.

## Carrera acadèmica
Després de treballs de curta durada a la Universitat de Califòrnia a Berkeley, al Centre de Recerca IBM Almaden a San José (Califòrnia), i a l'Institut de Recerca en Ciències Matemàtiques de Berkeley, es va incorporar a la Universitat Hebrea de Jerusalem el 1986. El 1999 va ocupar una plaça a l'Institut d'Estudis Avançats, i el 2003 va renunciar a la seva posició a la Universitat Hebrea per ocupar la residència a temps complet a l'Institut d'Estudis Avançats de Princeton.